# Mas-Blanc-des-Alpilles
Mas-Blanc-des-Alpilles là một xã ở tỉnh Bouches-du-Rhône, thuộc vùng Provence-Alpes-Côte d’Azur ở miền nam nước Pháp.